# جوناثان ستراود
جوناثان ستراود (بالإنجليزية: Jonathan Stroud)‏ (27 أكتوبر 1970، بيدفورد في المملكة المتحدة)؛ كاتِب مُتخصِّص في أدب الأطفال وروائي بريطاني. درس في جامعة يورك.

## روابط خارجية
- جوناثان ستراود على موقع IMDb (الإنجليزية)
- جوناثان ستراود على موقع مونزينجر (الألمانية)
- جوناثان ستراود على موقع ميوزك برينز (الإنجليزية)
- جوناثان ستراود على موقع ديسكوغز (الإنجليزية)